# Grotte de Pergouset
La grotte de Pergouset, ou encore grotte de Pargouzet, est une grotte ornée préhistorique située dans le département du Lot, sur le territoire de la commune de Saint-Géry. 
Cette grotte n'est pas visitable.

## Historique
Le 4 février 1964, Jean-Guy Astruc, spéléologue de Cahors, a découvert l'entrée d'une grotte au ras de la route en regardant la brume qui s'exhalait d'une ouverture dans la froidure de la vallée. Il revient le dimanche qui suit avec Gabriel Maury, spéléologue de Montgesty, et après avoir rampé sur 200m dans l'étroit boyau, ils sont arrivés dans une salle entièrement couverte de gravures.
Michel Lorblanchet a consacré dix années à étudier la grotte. Il a redécouvert l'entrée initiale de la grotte qui avait été fermée par un mur construit pour soutenir le remblai de la route. 
La grotte a servi d'abri de pêcherie au Moyen Âge. Michel Lorblanchet y a trouvé des hameçons.
Le travail d'étude de la grotte s'est achevé en 1999.
La grotte a été classée au titre des monuments historiques le 17 janvier 1967. Le site a été classé le 31 janvier 2003.

## Description physique
La grotte est située dans les falaises calcaires qui dominent la rive droite du Lot.

## Les œuvres
La grotte est ornée de 153 gravures magdaléniennes.